# نمازخانه سلطنتی گرانادا

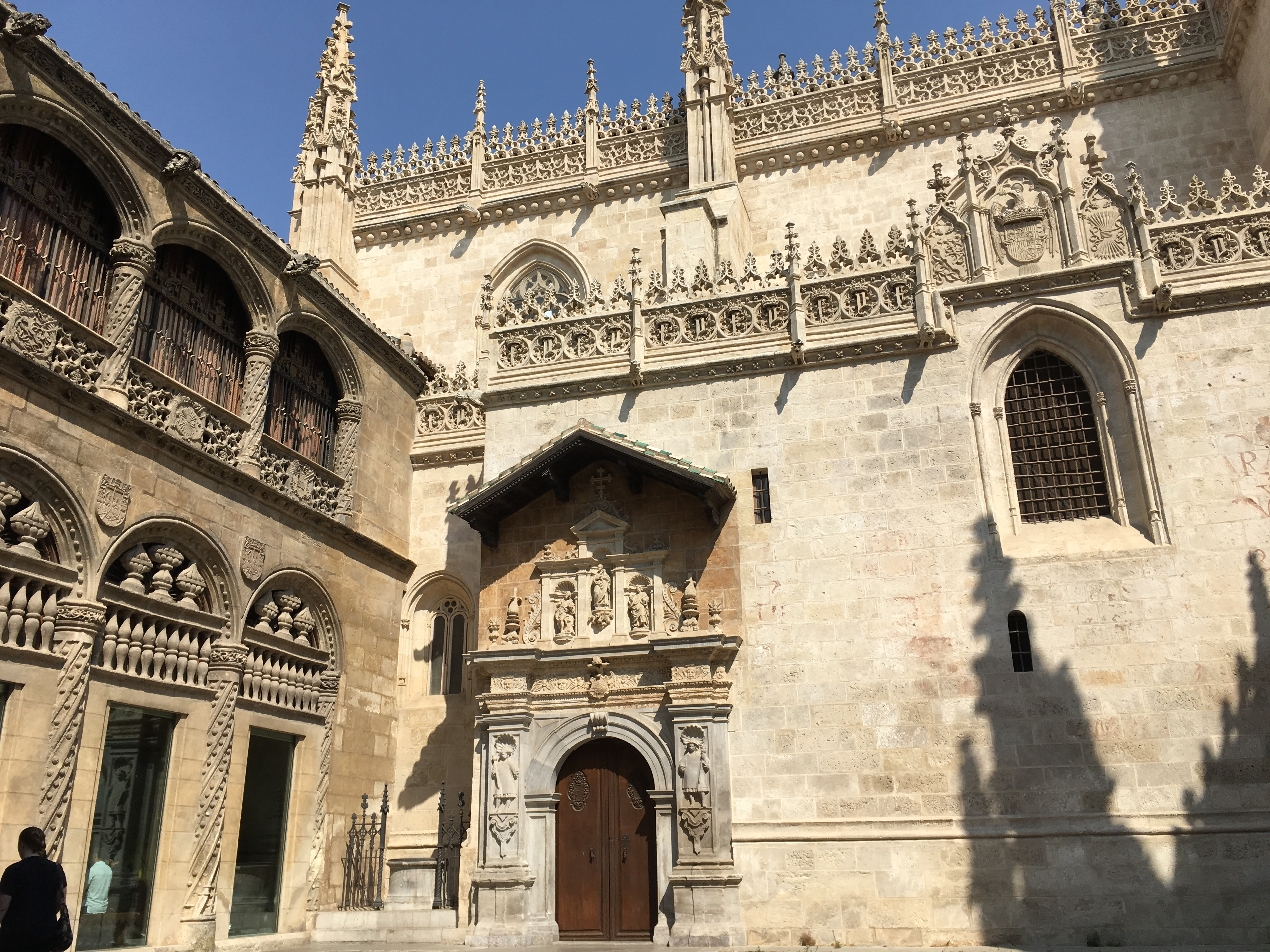
نمازخانه سلطنتی گرانادا

نمازخانه سلطنتی گرانادا (اسپانیایی: Capilla Real de Granada‎) بنایی است در گرانادا که بین سال‌های ۱۵۰۵ تا ۱۵۱۷ میلادی به شیوهٔ دوران ایزابل ساخته شده‌است و بدواً جزئی از مجموعهٔ کلیسای جامع گرانادا بود. این بنا آرامگاه فرمانروایان کاتولیک ایزابل یکم و فرناندو دوم است. علاوه بر این پیوندهای تاریخی، این بنا مجموعه‌ای از آثار هنری و دیگر آیتم‌های مربط با ملکه ایزابل یکم را در خود جای داده‌است.